# Microrégion d'Itapetinga
 (février 2025).
Si vous disposez d'ouvrages ou d'articles de référence ou si vous connaissez des sites web de qualité traitant du thème abordé ici, merci de compléter l'article en donnant les références utiles à sa vérifiabilité et en les liant à la section « Notes et références ».
La microrégion d'Itapetinga est l'une des huit microrégions qui subdivisent le centre-sud de l'État de Bahia au Brésil.
Elle comporte 9 municipalités qui regroupaient 229 372 habitants en 2006 pour une superficie totale de 11 388 km2.

## Municipalités[1]
- Encruzilhada
- Itambé
- Itapetinga
- Itarantim
- Itororó
- Macarani
- Maiquinique
- Potiraguá
- Ribeirão do Largo